# Longeville-lès-Saint-Avold
Longeville-lès-Saint-Avold település Franciaországban, Moselle megyében. Lakosainak száma 3592 fő (2022. január 1.). Longeville-lès-Saint-Avold Bambiderstroff, Boucheporn, Laudrefang, Saint-Avold és Zimming községekkel határos.

## Népesség
A település népességének változása:
| Lakosok száma | 3170 | 3664 | 3690 | 3758 | 3766 | 3727 | 3666 | 3651 | 3627 | 3592 |
|               | 1968 | 1982 | 1990 | 2006 | 2013 | 2015 | 2017 | 2019 | 2020 | 2022 |